# Hilal

O Hilal é usado pelos muçulmanos desde o Império Otomano e seu significado é a renovação. Geralmente é acompanhado pela figura de uma estrela

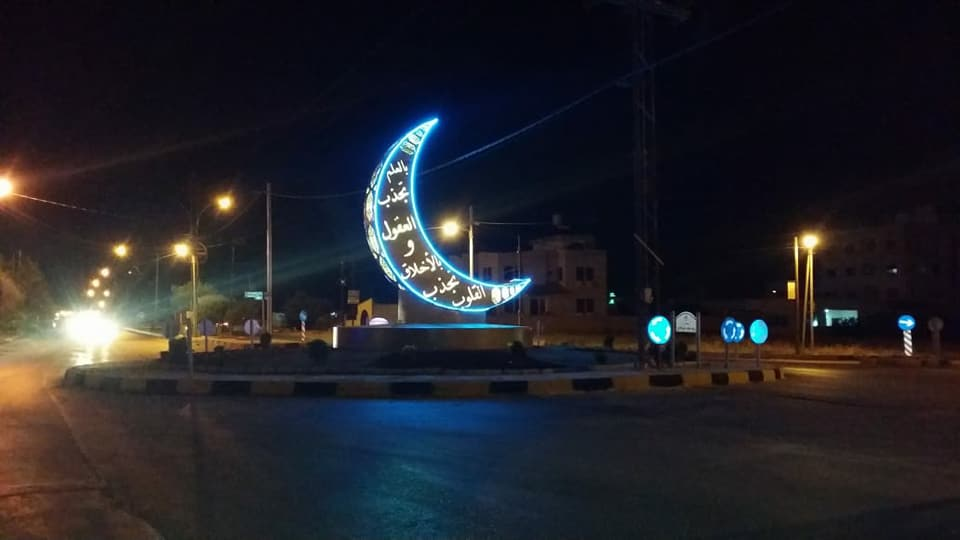
O hilal é também um símbolo do Ramadã

Hilal (em árabe: هلال; romaniz.: hilāl; "lua crescente") é um termo árabe que se refere à lua crescente e é o símbolo mais popularmente associado à religião islâmica e ao Ramadã, podendo ser observado em mesquitas, bandeiras nacionais, ornamentos, acessórios e prédios.
O hilal faz referência ao calendário lunar islâmico, cujos meses se iniciam com a lua crescente e marcam datas importantes da religiao islâmica, como o Ramadã, mês em que o profeta Maomé recebeu o Alcorão. Já a estrela indica os pilares fundamentais que todo muçulmano deve seguir: fé, oração, jejum, caridade e peregrinação.
No islã, o avistamento da lua crescente é importante para determinar o momento em que alguns deveres e práticas religiosas devem acontecer. O Alcorão diz que as fases da lua "são medidas do tempo para a humanidade e para a peregrinação" (2:189) e menciona o milagre da "divisão da lua" feito pelo profeta Maomé (54:1-2). Sinais na lua também são indicados como sendo o dia do juízo final que se aproxima (75:7-12). Além disso, o livro sagrado islâmico possui um capítulo com o nome da lua, chamado Al-Qamar (em árabe: سورة القمر, "A Lua").

## Ramadã
O hilal é também um símbolo associado ao período do Ramadã, nono mês lunar islâmico de jejum e de caridade observado por todos os muçulmanos. 
Segundo o calendário lunar islâmico, foi durante as noites do Ramadã que o profeta Maomé recebeu a revelação do Alcorão por meio do anjo Gabriel. Por ser um mês sagrado, os muçulmanos fazem jejum do nascer ao pôr do sol.